# Carlos Alberto Faraco
Carlos Alberto Faraco (Curitiba, 20 de maio de 1950) é um linguista brasileiro, professor aposentado de língua portuguesa da Universidade Federal do Paraná, da qual foi reitor no período 1990–1994. É autor de um dos mais usados manuais de linguística histórica e é considerado um dos maiores especialistas brasileiros na obra de Mikhail Bakhtin.

## Biografia
Graduou-se em Letras - Português/Inglês pela Pontifícia Universidade Católica do Paraná (PUCPR) em 1972, possui mestrado em Linguística pela Universidade Estadual de Campinas (Unicamp), e é doutor em Linguística pela University of Salford. Fez pós-doutorado em Linguística na University of California.
Faraco tem uma importante produção na área de ensino de língua e de prática de texto para estudantes (incluindo seus dois manuais em parceria com o romancista Cristovão Tezza, então seu colega na UFPR). Além disso, sua contribuição para a introdução do pensamento de Mikhail Bakhtin no Brasil foi definitiva.
Em tempos mais recentes, seu pensamento tem-se voltado com mais frequência também para as questões de história da língua portuguesa no Brasil e de políticas linguísticas, especialmente depois de uma polêmica conduzida na imprensa nacional em que  se tornou uma espécie de porta-voz da linguística brasileira no enfrentamento de um projeto de lei do então deputado Aldo Rebelo, que pretendia barrar o uso de "estrangeirismos" no português brasileiro, polêmica que gerou seu livro "Estrangeirismos: guerras em torno da língua". Nos anos seguintes, seu envolvimento com a sociopolítica da língua portuguesa o levou também a assumir a coordenação da Comissão Nacional Brasileira do Instituto Internacional da Língua Portuguesa, órgão linguístico da Comunidade dos Países de Língua Portuguesa.